# Тиф-Лейк (тауншип, Миннесота)
Тиф-Лейк (англ. Thief Lake) — тауншип в округе Маршалл, Миннесота, США. На 2000 год его население составило 48 человек.

## География
По данным Бюро переписи населения США площадь тауншипа составляет 94,5 км², из которых 71,6 км² занимает суша, а 23,0 км² — вода (24,31 %).

## Демография
По данным переписи населения 2000 года здесь находились 48 человек, 20 домохозяйств и 16 семей. Плотность населения —  0,7 чел./км². На территории тауншипа расположено 39 построек со средней плотностью 0,5 построек на один квадратный километр. Расовый состав населения: 95,83 % белых, 2,08 % азиатов, 2,08 % — других рас США. Испанцы или латиноамериканцы любой расы составляли 2,08 % от популяции тауншипа.
Из 20 домохозяйств в 30,0 % воспитывались дети до 18 лет, в 80,0 % проживали супружеские пары и в 20,0 % домохозяйств проживали несемейные люди. 20,0 % домохозяйств состояли из одного человека, при том 5,0 % из — одиноких пожилых людей старше 65 лет. Средний размер домохозяйства — 2,40, а семьи — 2,75 человека.
25,0 % населения — младше 18 лет, 47,9 % — от 25 до 44, 10,4 % — от 45 до 64,  — старше 65 лет. Средний возраст — 48 лет. На каждые 100 женщин приходилось 108,7 мужчин. На каждые 100 женщин старше 18 приходилось 89,5 мужчин.
Средний годовой доход домохозяйства составлял 18 750 долларов, а средний годовой доход семьи —  31 875 долларов. Средний доход мужчин —  37 500  долларов, в то время как у женщин — 27 917. Доход на душу населения составил 12 304 доллара. За чертой бедности не находилась ни одна семья и 4,0 % всего населения тауншипа.